# Папуанская исполинская ящерица
Папуанская исполинская ящерица (лат. Tiliqua gigas) — вид ящериц из семейства сцинковых.

## Содержание в неволе

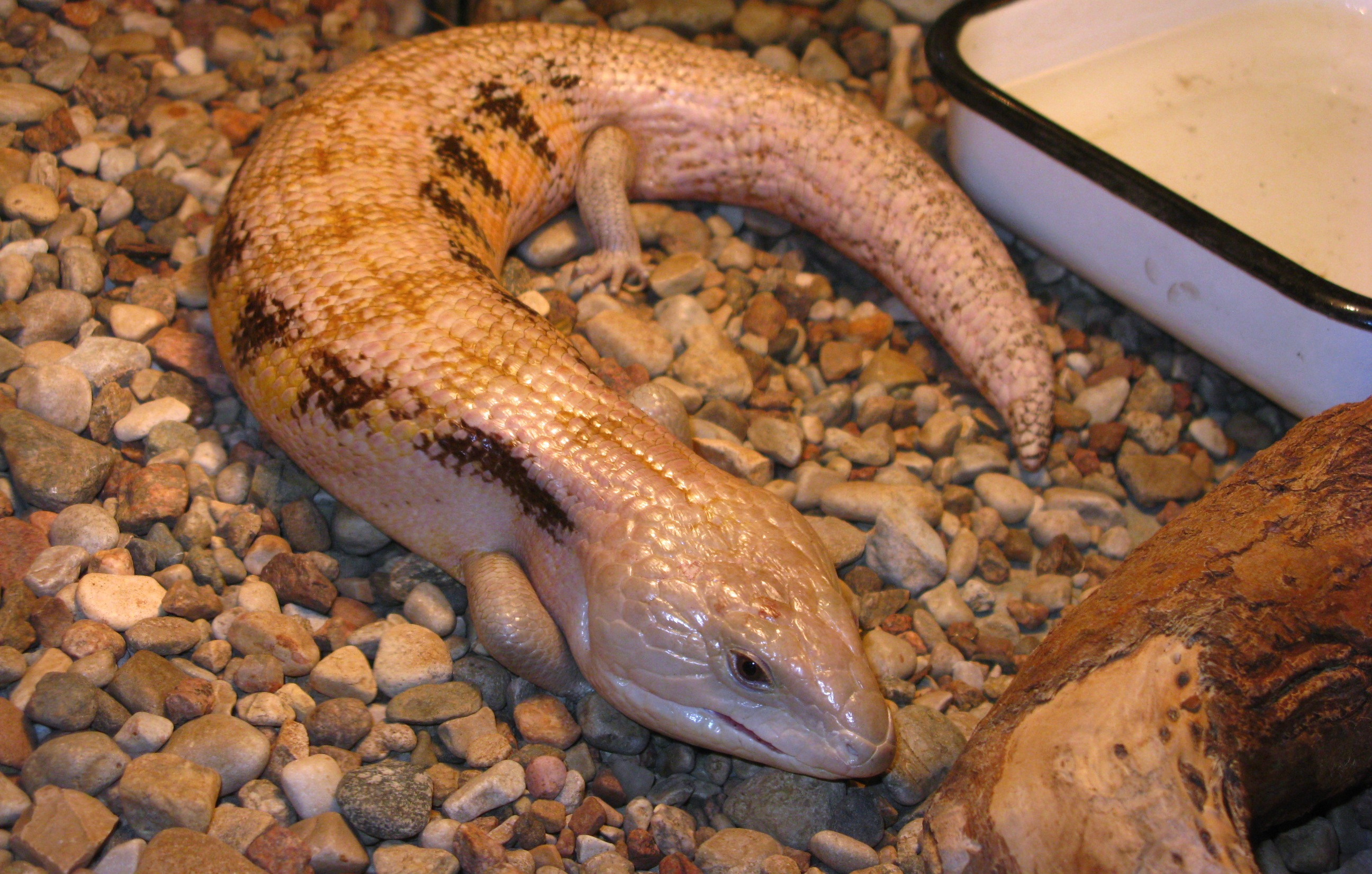
В террариуме

Папуанская исполинская ящерица отлично приручается и обладают довольно высоким интеллектом. В домашних условиях питается как насекомыми, так и овощами, яйцами и мелкими грызунами. Для содержания взрослых животных потребуется террариум объемом не менее 140 л. В качестве подстилки нельзя использовать материалы из кедра (ядовит), не желательно — стружки осины и сосны. Лучше всего для подходит искусственный торф или газетная бумага.